# Холл, Мария
Мария Полина Холл (англ. Marie Pauline Hall; 8 апреля 1884 — 11 ноября 1956) — британская скрипачка.

## Биография
Холл родилась в Ньюкасл-апон-Тайне (Англия). Она получила свои первые уроки от отца, который был арфистом в оркестре Carl Rosa Opera Company. Она также училась у местного учителя, Хилдегарде Вернера. Семья Холл переехала и провела несколько лет в Гуарлфорде, небольшой деревне под Малверном. Когда Марии было девять лет, Эмиль Соре услышал её игру, но её родители не последовали его совету послать её в Королевскую Консерваторию в Лондоне. Она продолжала учиться у нескольких известных учителей, включая Эдуарда Элгара (1894), Августа Вильгельми в Лондоне (1896), Макса Мосселя в Бирмингеме в 1898 и профессора Крюзе в 1900 в Лондоне. В 1901 году, по совету Яна Кубелика, она переехала в Прагу, чтобы учиться у его бывшего наставника Отакара Шевчика.
Холл дебютировала в Праге (в ноябре 1902 года), в Вене (в январе 1903 года), и в Лондоне (16 февраля 1903 года). Её концерты имели большой успех.
Она обладала хорошей техникой, которую, как она думала, развил в ней её учитель Шевчик. В то время как она, казалось, была не очень сильна физически, Холл была достаточно сильной, чтобы проводить длительные гастроли и исполнять трудные программы без усталости.
Ральф Воан-Уильямс закончил романс для скрипки и оркестра «Взлетающий жаворонок» с помощью Холл и посвятил его ей. Она дала первые публичные выступления этого романса (с фортепьяно) на концерте в Авамонтском и Ширхемптонском хоровом обществе 15 декабря 1920 года и с Британским симфоническим оркестром в Куинс-холле под управлением Адриана Боулта 14 июня 1921 года. Она владела и играла на одной из двух скрипок Страдивари Виотти.
В 1911 году Холл вышла замуж за своего менеджера Эдварда Бэринга. Они поселились в Челтнеме, в семье росла дочь Полин. В последние годы своей жизни Мари жила в Челтнеме на большой викторианской вилле «Inveresk».
В 1916 году она сделала запись сокращённой версии Концерта для скрипки Элгара. Дирижировал композитор.
Холл описывали как «очень очаровательную женщину, очень маленькую и весёлую и с большим чувством юмора. Она была также чрезвычайно щедра». Она умерла в Челтнеме 11 ноября 1956 года.
Скрипка Страдивари 1709 года, на которой она играла больше 50 лет и которая стала известной как «Страдивари Марии Холл», была продана на аукционе Сотбис в апреле 1988 за рекордные £473.000 анонимному южноамериканскому участнику торгов.